# Crambus sudanicola
Crambus sudanicola là một loài bướm đêm trong họ Crambidae.